# Закрупнення

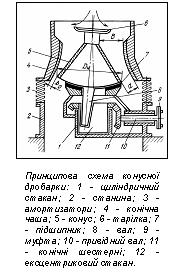
Конусна дробарка — показано розмір розвантажувальної щілини.

Закрупнення — технологічна характеристика дробарок. Визначається відношення розміру максимальної грудки у дробленому продукті до розміру розвантажувальної щілини (для конусних дробарок — у фазі зближення конусів).
Закрупнення конусних дробарок середнього дроблення типу КСД становить 2,3 ÷ 3,0, для дробарок дрібного дроблення типу КМД — 3,0 ÷ 4,0.